# Korkeasaari (ö i Finland, Mellersta Finland, Saarijärvi-Viitasaari, lat 63,08, long 25,92)
Korkeasaari är en ö i Finland. Den ligger i sjön Keitele och i kommunen Viitasaari i den ekonomiska regionen  Saarijärvi-Viitasaari och landskapet Mellersta Finland, i den centrala delen av landet, 300 km norr om huvudstaden Helsingfors. Öns area är 2,2 hektar och dess största längd är 320 meter i sydöst-nordvästlig riktning.